# 太田淳夫
太田 淳夫（おおた あつお、1934年1月28日 - 2023年3月12日）は、日本の政治家。公明党所属。参議院議員（3期）を歴任。

## 来歴
東京都出身。1956年東京大学文学部国史学科卒。三井生命に入社後、公明党に入り、同党中部事務局次長などを経て、1969年と1972年の総選挙で当時の岐阜1区から公明党公認で立候補したが落選した。1974年の第10回参議院議員通常選挙に全国区から公明党公認で立候補して初当選した。以来3期務める。公明党岐阜県本部長、参議院法務委員長、科学技術振興対策特別委員長などを歴任した。1992年に引退した。
2023年3月12日、老衰のため岐阜市内の自宅で死去した。89歳没。